# Max Berrú
Max Berrú Carrión (Cariamanga, 5 de junio de 1942-Santiago de Chile, 1 de mayo de 2018) fue un músico ecuatoriano-chileno, miembro fundador de la agrupación musical chilena Inti-Illimani, donde participó como uno de sus principales cantantes durante más de 30 años entre 1967 y 1997. Sus últimos años los dedicó a su carrera solista.

## Biografía
Se afincó en Chile en 1962, cuando entró a estudiar ingeniería mecánica en la Universidad Técnica del Estado, donde fue amigo de Víctor Jara.
Las composiciones y política del grupo los acercó a los partidos y movimientos de la izquierda chilena de su época, ganando fama entre ellos y participando en la candidatura presidencial de Salvador Allende en 1970. El golpe de Estado de Pinochet del 11 de septiembre de 1973 los obligó al exilio de quince años en Italia. Regresó en 1988 a Chile, donde residió definitivamente.
Tras un año de separación del grupo, Berrú se reintegró al trabajo del llamado Inti-Illimani Nuevo, aunque desempeñando labores administrativas.
En 2017 se le diagnosticó cáncer de médula, que lo mantuvo de manera intermitente en los escenarios por los distintos tratamientos que requirió. Falleció el 1 de mayo de 2018 a causa de este cáncer.

## Carrera musical

### Con Inti-Illimani
La historia de Max Berrú dentro del conjunto musical Inti-Illimani nació en 1967 en la Universidad Técnica del Estado, en compañía de Jorge Coulón, Horacio Durán, Horacio Salinas y Pedro Yáñez. Este último fue el primer director de la agrupación. A partir de entonces, el grupo conformó estabilidad pudiendo así presentarse en distintos escenarios a nivel nacional e internacional, llevando el folclor latinoamericano al movimiento más fuerte de la época, la nueva canción chilena.
En 1973 Max Berrú debió partir al exilio político junto al grupo, domiciliando su carrera en Italia por alrededor de 15 años. Posterior a este desarraigo, Max y sus compañeros regresaron en 1988 a Chile, donde junto a distintas agrupaciones como Illapu, realizaron un masivo concierto en el Parque La Bandera, donde asistieron más de 100 000 personas.
En 1997 Max abandonó el grupo, dejando así un legado de más de treinta años de participación en la banda, 25 discos y más de 3000 conciertos.

### Como solista
Posterior a su salida de Inti Illimani, Max abrió un restaurante de comida ecuatoriana, La Mitad de Mundo, donde de manera particular presentó distintos números musicales.
En 2004 lanzó el disco Íntimo, álbum donde colaboraron 27 artistas. En 2006 fue invitado a grabar en el disco Pequeño mundo, en la facción liderada por Jorge Coulon de Inti Illimani (R). En 2010 lanzó la segunda parte del disco Íntimo llamado Cantando como yo canto.
En sus últimos años se dedicó a su proyecto musical en conjunto a su banda, bajo el nombre de Max Berrú y los Insobornables junto a sus hijos Tocori y Cristóbal Berrù.

## Discografía
- 2004 - Íntimo (Sello Alerce)
- 2010 - Cantando como yo canto - INTImo 2 (Sello Alerce)